# Memento mori (Pompéi)
Memento mori est une mosaïque, datée du Ier siècle av. J.-C., retrouvée lors des fouilles archéologiques de Pompéi dans la maison des maçons et conservée au musée archéologique national de Naples.
Cette image d'un crâne en mosaïque est la première vanité d'un genre qui est toujours pratiqué.

## Description
Cette mosaïque composée de fines tesselles illustre la phrase Memento Mori (« Souviens-toi que tu es mortel »). Sur fond turquoise, au centre, une tête de mort rappelle le destin ultime de l'homme. Le crâne est d'une précision clinique ; le modelé couleur ivoire est interrompu par l'ombre des orbites, de l'oreille et des cavités nasales, fermé par les dents. La mâchoire repose sur un papillon aux ailes animées de teinte vives. À gauche, les vêtements de pourpre et les emblèmes royaux (sceptre, diadème) évoquent la richesse ; à droite, les attributs d'un mendiant (bâton, besace et haillons) font référence à la pauvreté : quelle que soit la condition des hommes, tous sont mortels. L'ensemble est soutenu et équilibré par l'équerre et le fil à plomb du maçon qui tombe à pic sur le sommet du crâne,.

## Histoire
Dans les maisons romaines, les artisans ont développé un art sophistiqué de la mosaïque. Cette mosaïque décorait la table d'un triclinium de jardin d'une demeure où s'implanta ensuite une tannerie artisanale.

## Analyse
Très fréquemment représenté dans la peinture, le motif du crâne humain invite à une méditation sur la mort. On parle de « vanités », qui soulignent le peu d'importance des activités humaines.
Le « papillon funèbre », évoqué par Ovide dans ses Métamorphoses (XV, 374), est posé sur une roue, mobile comme la Fortune.
La métaphore de la balance est utilisée par les philosophes pour comparer les biens de l'âme aux autres biens (Cicéron, Tusculanes, V, 51).

## Exposition
La mosaïque est présentée dans le cadre de l'exposition Les Choses. Une histoire de la nature morte au musée du Louvre du 12 octobre 2022 au 23 janvier 2023, parmi les œuvres de l'espace nommé « L'Art des choses ordinaires ».

## Fiction
La mosaïque figure au générique de la série télévisée Rome.